# Bad Sennfeld

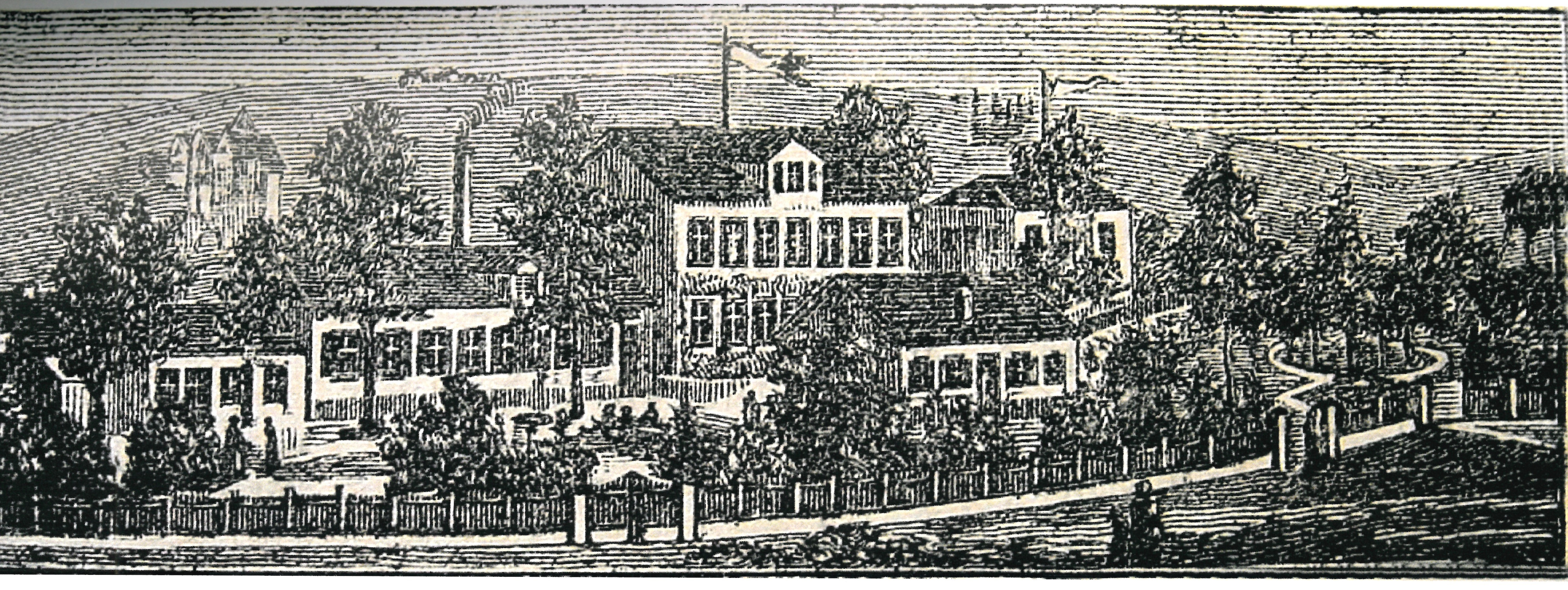
Bad Sennfeld auf einer Darstellung von 1887. Im Hintergrund links Schloss Mainberg

Bad Sennfeld ist ein Hofgut in der Gemarkung von Sennfeld im unterfränkischen Landkreis Schweinfurt. Zwischen 1841 und 1947 bestand in den Baulichkeiten eine Kurstätte. Zuvor befand sich dort eine Getreidemühle, die Sennfelder Mühle oder Weiherleinsmühle.

## Geografische Lage

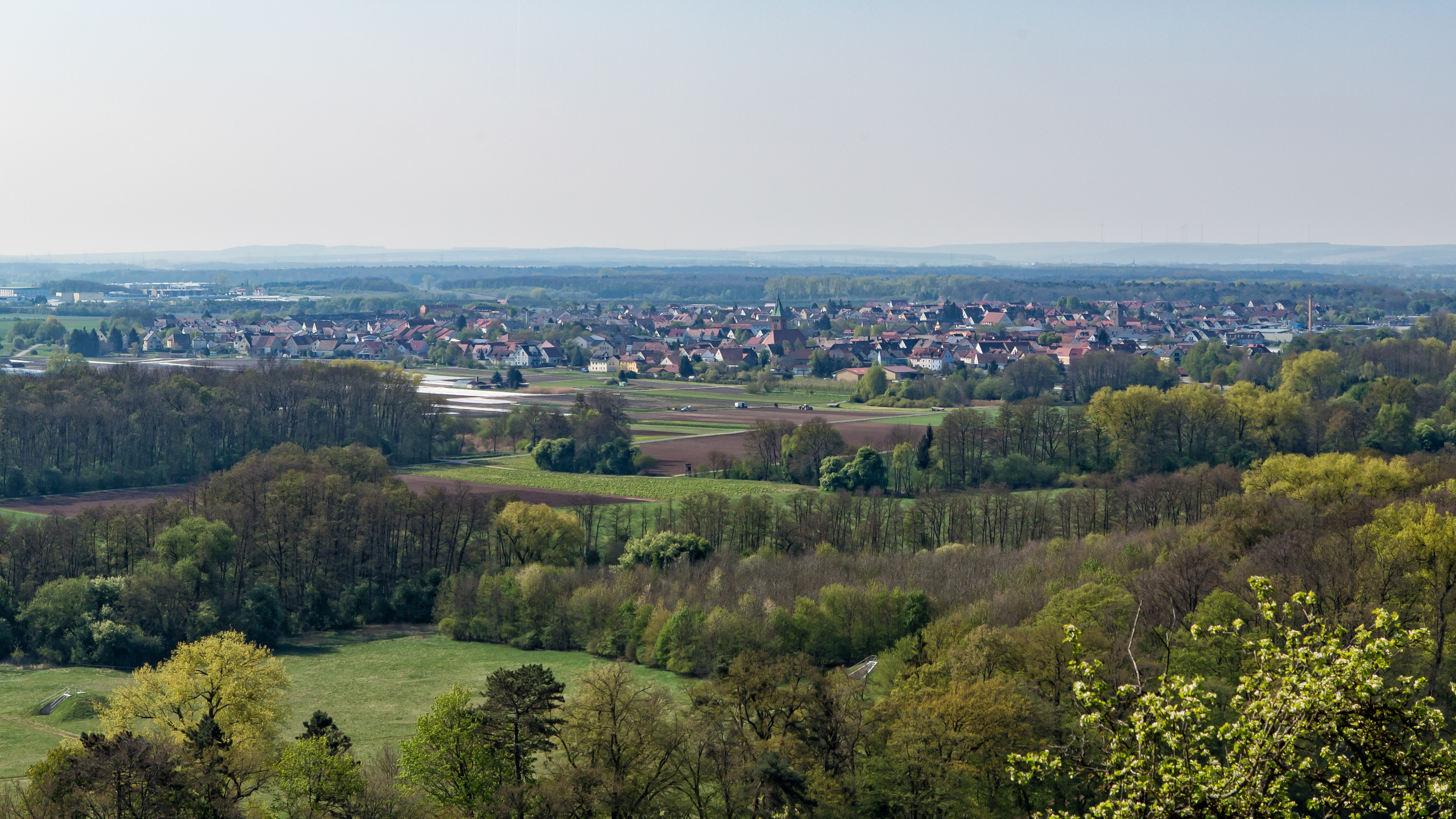
Auwälder des Sennfelder Seenkranzes mit Sennfeld. Links die Hellehohe, verdeckt dahinter Bad Sennfeld

Bad Sennfeld liegt 2,5 km östlich des Schweinfurter Stadtzentrums, im Nordosten der Sennfelder Gemarkung am Rande der Gartenbaufläche. 500 m westlich liegt der historische Ortskern von Sennfeld mit dem zentralen Dorfplatz Plan und der Dreieinigkeitskirche. Im Westen erstrecken sich der Sennfelder Seenkranz, dahinter die Wehranlagen, wie der Schweinfurter Stadtpark genannt wird. Im Norden liegt das Waldgebiet Hellelohe. Unweit nördlich davon fließt der Main bereits durch Schweinfurter Stadtgebiet. 800 m östlich beginnt die Gemarkung von Schonungen mit dem Ortsteil Reichelshof. Im Süden fließt der Löhleinsgraben am Hofgut vorbei.

## Heilquelle
In Bad Sennfeld entspringt die sogenannte Hennebergquelle. Sie tritt am Hang auf einer Höhe von etwa 225 m ü. NHN aus, weil dort eine Störung von geringem tektonischen Wirkungsgrad am Rande der Kissinger Störungszone verläuft. Durch die Störung verschoben sich die Muschelkalkschichten, sodass die Mineralstoffe direkt aus dem Mittleren Muschelkalk gedrückt werden. Die Quelle muss als Calcium-Sulfat-Hydrogencarbonat-Quelle bezeichnet werden, weil dies die überwiegenden Bestandteile sind. Ihr Mineralstoffgehalt beträgt 2,2 g/kg mit erhöhten Eisen- und Kohlensäureanteilen. Sie entwässert in Richtung des Sennfelder Seenkranzes.

## Geschichte

### Weiherleinsmühle
Die Weiherleinsmühle wurde im Jahr 1702 erbaut. Ihr mittelschlächtiges Mühlrad wurde von der Hennebergquelle angetrieben. Damals entsprangen mindestens vier Hauptquellen und mehrere Nebenquellen in dem moorigen Gelände um die Mühle. Die Heilkraft der Quellen war in der Bevölkerung bekannt und sie wurden vor allem zur Behandlung von Krätze benutzt. Im Jahr 1796 blieben die Sennfelder Ochsen und Kühe von der Viehseuche verschont, weil sie mit dem Wasser aus den Quellen getränkt wurden. Als Müller der Weiherleinsmühle sind Kaspar Krug (genannt 1711), Johann Michael Machleid (genannt 1776) und sein Sohn Heinrich Machleid (1806–1841) nachgewiesen.

### Aufbau des Kurbetriebes
Im Jahr 1809 wurde der Schweinfurter Stadtphysikus Elias Schmidt auf die Heilquellen aufmerksam und dokumentierte sie erstmals wissenschaftlich. Allerdings unterbrachen die Napoleonischen Kriege den geplanten Aufbau eines Badebetriebes. 1841 erwarb Carl Gottfried Träger aus Schweinfurt die Weiherleinsmühle, ließ die Quelle fassen und richtete ein Bad ein. Eine offizielle Umbenennung der Mühle erfolgte wohl nie, noch 1883 wurde das Anwesen als Sennfelder Mühle bezeichnet. In Zeitungen wurde mit den Bezeichnungen Bad Sennfeld bzw. Mineralbad Sennfeld inseriert. Träger baute die Mühle um, sodass acht Badekabinette und Einrichtungen für Schlammbäder Platz fanden. 

### Kurbetrieb
| Name                          | Jahre     |
| Carl Gottfried Träger         | 1841–1852 |
| Georg Friedrich Schenk        | 1852–1863 |
| Adam Neubert                  | 1863–1869 |
| August Thiermann              | 1869–1872 |
| Emma Friederika Louise Heller | 1872–1877 |
| Margaretha Dorothea Knörr     | 1877–1886 |
| Philipp Friedrich Jüngling    | 1886–1887 |
| Karolina Fleischmann          | 1887–1890 |
| Felix Hofmann                 | 1890      |
| Familie Schuhmann             | 1890–1913 |
| Johann Valentin Fischer       | 1913–1947 |

Das Wasser der Quelle wurde im 19. Jahrhundert auf verschiedene Weise verwendet. Als Badekur sollte es gegen Gicht, Rheuma und Hautkrankheiten helfen. Getrunken wurde es, um die Verdauung zu verbessern. Man nutzte aber ebenso den Schlamm, der sich am Quellschacht absetzte. Dieser half gegen Lähmungen und Metallvergiftungen. In der Sturzbadhalle wurden auch Duschen verabreicht, die ebenfalls gegen Gicht, Rheuma und bei langsam heilenden Operationswunden helfen sollten.
Im Jahr 1843 wurden bereits über 2100 Anwendungen für Schlammbäder verabreicht. Die Gäste kamen zumeist aus dem nahen Schweinfurt und wurden von einem Kutscher zur Mühle gefahren. Schnell stiegen auch Industrielle und ihre Verwandtschaft in Bad Sennfeld ab. So war der Sohn des Farbfabrikanten Wilhelm Sattler, Jens Sattler, in Sennfeld Stammgast. Unter Carl Gottfried Träger entstand wohl auch das Bruchsteinhaus, das als Gaststätte noch in Betrieb ist.
Im Jahr 1852 verkaufte Träger Bad Sennfeld an Georg Friedrich Schenk, der eine Mauer um den Komplex errichten ließ. 1863 wurden nach einem neuerlichen Besitzerwechsel erstmals die Anlagen beschrieben. Neben einem Wohnhaus (dem heutigen Gasthaus) bestand noch die Mahlmühle, die  als sogenannte Sturzbadhalle genutzt wurde. Im Garten des Anwesens war ein Bierkeller untergebracht. Die Besitzer des Bades verpachteten die Anlagen an einen Bademeister und einen Wirt, zeitweise in derselben Hand.

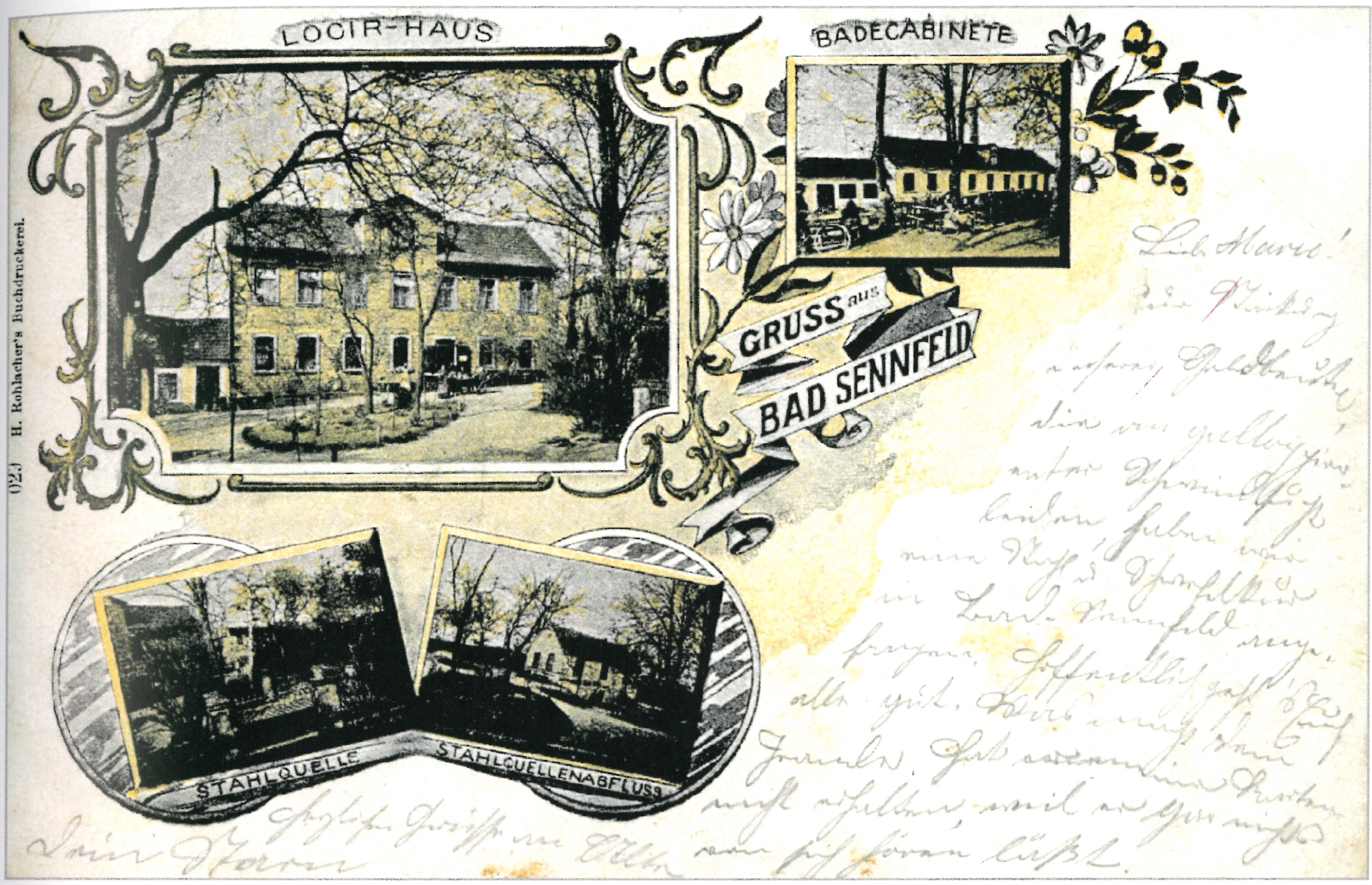
Die Baulichkeiten in Bad Sennfeld auf einer Postkarte um 1900

Das Bad Sennfeld erweiterte in der zweiten Hälfte des 19. Jahrhunderts seinen Kundenstamm über Inserate in den Zeitungen der Umgebung, vor allem im Schweinfurter Tagblatt und im Würzburger Journal. Nach dem Vorbild des nahen Bad Kissingen begann man auch Kurkonzerte zu veranstalten. Das Ende des Deutsch-Französischen Krieges 1871 wurde mit einem großen Fest begangen. Erstmals renoviert wurden die Baulichkeiten im Jahr 1873.
Unter dem Besitzer Philipp Friedrich Jüngling entstand 1887 in den Räumlichkeiten des Bades das Institut für Magnetismus und Massage, das mit alternativen Heilmethoden experimentierte. Die Besitzerin Babetta Schuhmann versuchte durch mehrere Attraktionen den Zulauf zu erhöhen: 1902 machte ein reisender Kinematograph Station in Sennfeld, 1904 entstand ein „Luft-Karousel“, im gleichen Jahr gastierte eine Kunst- und Wunderkammer in Bad Sennfeld.
| Jahr | Gäste |
| 1852 | 176   |
| 1878 | 215   |
| 1895 | 20    |
| 1913 | 400   |

1913 erwarb der Schweinfurter Architekt Johann Valentin Fischer das Bad, das inzwischen ziemlich heruntergekommen war. Er ließ die Quelle nach den neuesten wissenschaftlichen Standards analysieren und fertigte erste Skizzen für eine Erweiterung des Bades. Der Beginn des Ersten Weltkrieges verzögerte die Ausführung, in der Folgezeit wurde das Bad auch Kriegsinvaliden empfohlen. Im Jahr 1927 erhielt Fischer die Genehmigung für eine Erweiterung der Anlage, allerdings nicht im ursprünglich geplanten Umfang.
Am 23. Juli 1927 wurde das neue Bad eingeweiht. Das Badehaus war aufgestockt und die Südseite des Hauptbaus mit einem halbrunden Warteraum mit Veranda versehen worden. Die Hennebergquelle war neu eingefasst und schloss mit einem Glasschrägdach ab. Fischer hatte auch einen sogenannten Seitz-Filter einbauen lassen, um künftig das Wasser der Quelle als Mineralwasser verkaufen zu können. Wahrscheinlich war in den Räumlichkeiten auch eine Abfüllanlage untergebracht. Die neue Anlage zog allerdings nicht mehr genügend Publikum an.

### Niedergang des Kurbetriebes
Während des Zweiten Weltkrieges schlief der bereits vorher nur noch schleppend laufende Badebetrieb ein. Das alte Kurhaus mit kleinem Kurpark und altem Baumbestand wird bis heute gastronomisch genutzt. Das Wasser läuft jetzt ungenutzt in den Dorfsee des Sennfelder Seenkranzes. 
Im Jahr 2006 gab es seitens der Gemeinde Sennfeld Bemühungen, die Tradition des Bades wiederzubeleben und man richtete einen Freundes- und Arbeitskreis ein, der vor allem von Bürgermeister Emil Heinemann gefördert wurde.

## Gebäude des Kurbetriebes
Im Jahr 1845 wurde das Bad erstmals beschrieben. Damals gab es lediglich ein sehr kleines Badehaus neben den noch vorhandenen Mühlenbauten. Auf einer Postkarte aus der Zeit um 1900 ist das inzwischen stark gewachsene Ensemble zu sehen. Neben dem Bruchstein-Haupthaus war ein eingeschossiger Anbau entstanden. Außerdem existierte eine Sturzbadhalle. Über dem Bierkeller im Garten hatte man das Wohnhaus des Badebesitzers errichtet. Unklar ist, ob ein sogenanntes Gartenrondell existierte.
Während der Umbauten im Jahr 1927 stockte man das Badegebäude auf, um Räumlichkeiten für Schwefel-Kohlensäurebäder und ein Sprechzimmer des Badearztes unterbringen zu können. Auf der Südseite des Badehauses entstand ein Warteraum mit Veranda. An der Nordseite des Haupthauses war vor 1873 bereits ein Kesselhaus gebaut worden, dessen Schornstein etwa 10,5 m hoch war. Kesselhaus und Schornstein wurden im 20. Jahrhundert abgerissen.
Die Quelle wurde 1914 erstmals mit einer Glasbedachung eingefasst. 1927 wurde diese erneuert und mit einem Jalousienlüfter und Glasscheiben ausgestattet. Nach 1947 ersetzte man das Dach durch ein massives Flachdach. 1970 gab es einen Betonschacht, der von einem pyramidenförmigen Eisenrahmendach überdeckt wurde. Zwei gusseiserne Rohre leiteten das Wasser der Quelle in einen natursteingefassten Kanal, der in das sogenannte Schwarze Loch mündete.